# Coldwater (Mississippi)
Pour les articles homonymes, voir Coldwater.
La ville américaine de Coldwater est située dans le comté de Tate, dans l’État du Mississippi. Lors du recensement de 2000, sa population s’élevait à 1 674 habitants.

## Source
- (en) Cet article est partiellement ou en totalité issu de l’article de Wikipédia en anglais intitulé « Coldwater, Mississippi » (voir la liste des auteurs).